# SN 1975A
SN 1975A – supernowa typu Ia odkryta 20 stycznia 1975 roku w galaktyce NGC 2207. Jej maksymalna jasność wynosiła 14,60m.